# Paul Ratcliffe
Paul Ratcliffe (Salford, 12 de noviembre de 1973) es un deportista británico que compitió en piragüismo en la modalidad de eslalon.
Participó en los Juegos Olímpicos de Sídney 2000, obteniendo una medalla de plata en la prueba de K1 individual. Ganó tres medallas en el Campeonato Mundial de Piragüismo en Eslalon entre los años 1997 y 1999, y dos medallas de oro en el Campeonato Europeo de Piragüismo en Eslalon en los años 1998 y 2002.

## Palmarés internacional
| Juegos Olímpicos   | Juegos Olímpicos                     | Juegos Olímpicos  | Juegos Olímpicos |
| Año                | Lugar                                | Medalla           | Competición      |
| ------------------ | ------------------------------------ | ----------------- | ---------------- |
| 2000               | Sídney (Australia)                   | Medalla de plata  | K1 individual    |
| Campeonato Mundial |                                      |                   |                  |
| Año                | Lugar                                | Medalla           | Competición      |
| 1997               | Três Coroas (Brasil)                 | Medalla de oro    | K1 por equipos   |
| 1997               | Três Coroas (Brasil)                 | Medalla de bronce | K1 individual    |
| 1999               | Seo de Urgel (España)                | Medalla de bronce | K1 individual    |
| Campeonato Europeo |                                      |                   |                  |
| Año                | Lugar                                | Medalla           | Competición      |
| 1998               | Roudnice nad Labem (República Checa) | Medalla de oro    | K1 individual    |
| 2002               | Bratislava (Eslovaquia)              | Medalla de oro    | K1 individual    |